# Gmina Orla
Die Gmina Orla (belarussisch гміна О́рля) ist eine zweisprachige Landgemeinde im Powiat Bielski der Woiwodschaft Podlachien in Polen. Ihr Sitz ist das gleichnamige Dorf.

## Gliederung
Zur Landgemeinde (gmina wiejska) Orla gehören folgende Ortsteile mit einem Schulzenamt (sołectwo):
Baranowce
Czechy Zabłotne
Dydule
Gredele
Gregorowce
Koszele
Koszki
Kruhłe
Krywiatycze
Malinniki
Mikłasze
Moskiewce
Oleksze
Orla
Paszkowszczyzna
Pawlinowo
Reduty
Spiczki
Szczyty-Dzięciołowo
Szczyty-Nowodwory
Szernie
Topczykały
Wólka
Wólka Wygonowska
Weitere Ortschaften der Gemeinde sind Antonowo, Gredele-Kolonia und Malinniki-Kolonia.

## Sehenswürdigkeiten
- Synagoge im Gemeindesitz Orla

## Persönlichkeiten
- Eugeniusz Czykwin (* 1949), Politiker; geboren in Orla.